# Музей Константена Меньє
Музей Константена Меньє (фр. Le Musée Constantin Meunier, нід. Het Constantin Meuniermuseum) — музей, присвячений бельгійському художнику і скульптору Константену Меньє і розташований в Ікселі (Брюссельський столичний район).
Константен Меньє був вже визнаним скульптором, коли в кінці XIX століття переїхав на вулицю Rue de l'Abbaye в передмісті Брюсселя Іксель. Тут був споруджений особняк за особистими планами Меньє. Меньє мешкав у будинку до своєї смерті в 1905 році. У 1936 році бельгійська держава викупила будинок і в 1939 році тут було відкрито музей. У музеї виставлено 700 робіт Меньє. З 1978 року музей належить до Королівських музеїв витончених мистецтв.
У музеї виставлено кратини й малюнки з 1885 року та скульптури з останнього періоду творчості митця.